# 周汝弼
周汝弼（1577年—1640年），字右卿，號二咸，河南汝寧府商城縣人，明朝政治人物。

## 生平
萬曆三十四年（1606年）丙午科河南鄉試舉人，四十四年（1616年）丙辰科進士。大理寺觀政，四十五年授直隸肥鄉縣知縣，任內解決冤案，使監獄空置。天啟二年（1622年）四月考選，遷山東道監察御史，四年巡青，五年（1625年）三月升陝西布政使司右參議，六年（1626年）十月，和弟弟周汝璣及楊漣上疏請求在市場斬殺魏忠賢，因此被削籍除名，走入萬山躲避。
魏忠賢失勢後，周汝弼起復為江西布政使司右參議，崇祯三年（1630年）升浙江按察司副使，四年舉卓异，升江西布政使司參政、兵備湖西，六年升本省按察使，七年轉湖廣布政使司右布政使、兵備蘇松。崇禎十年（1637年），任都察院副都御史、巡撫延綏，楊嗣昌上議調兵剿滅流寇，他卻以地方空虛為由反對，被楊嗣昌怨恨，乞歸。子周禕獲授功貢。

## 家族
曾祖周粲，儒官。祖父周澤。父周囗，儒官。弟周汝璣。子周禕，功貢。